# Francisco de Aranda y Quintanilla
Francisco Casimiro de Aranda y Quintanilla (Alcalá de Henares, 25 de marzo de 1649-Madrid, 7 de julio de 1724), marqués de Aranda y Caballero de Santiago, fue un noble español que obtuvo en 1712 el cargo de Asistente de Sevilla e Intendente de Andalucía.

## Biografía
Fue hijo de Luis de Aranda Quintanilla y de María Rodríguez Valdivielso y Conchillos. Se doctoró en derecho canónico tras estudiar en el Colegio Mayor de San Ildefonso y el Colegio de Santa Catalina de los Verdes, en la Universidad de Alcalá. 
Desempeñó a lo largo de su vida diversos cargos para la corona, en 1684 recibió el nombramiento de alcalde mayor de la Real Audiencia de Galicia, en 1690 alcalde de Casa y Corte en Madrid. En 1700 fue nombrado consejero de Castilla. Felipe V de España le otorgó el 18 de marzo de 1710 en reconocimiento a los servicios prestados, el título de Marqués de Aranda. En 1712 pasó a ejercer el puesto de Asistente de Sevilla e Intendente de Andalucía, siendo presidente del Consejo de Castilla entre 1714 y 1715 y superintendente de la Justicia Militar en Flandes, obteniendo finalmente la plaza de miembro de la Cámara de Castilla que ejerció hasta el año 1724 en que falleció.